# 경원대로
경원대로(慶源大路,이전 명칭 : 경원로)는 인천광역시 연수구 동춘동 외암도사거리와 부평구 부평동 굴다리오거리를 잇는 인천광역시의 도로이다.

## 연혁
- 2009년 7월 13일 : 2개 이상 군·구에 걸쳐 있는 도로로 경원대로를 고시[1]

## 주요 경유지
인천광역시
- 연수구 (동춘동 · 연수동 · 선학동) - 미추홀구 (관교동 · 주안동) - 남동구 간석동 - 부평구 (십정동 · 산곡동 · 부평동)

## 노선
| 이름                          | 접속 노선                                                                | 소재지              | 소재지              | 비고                |
| 송도국제대로와 직결           | 송도국제대로와 직결                                                      | 송도국제대로와 직결 | 송도국제대로와 직결 | 송도국제대로와 직결 |
| ----------------------------- | ------------------------------------------------------------------------ | ------------------- | ------------------- | ------------------- |
| 외암도사거리 (송도국제교)     | 국도 제77호선 국가지원지방도 제84호선 국가지원지방도 제98호선 (아암대로) | 인천광역시          | 연수구              |                     |
| 동막역사거리                  | 능허대로                                                                 | 인천광역시          | 연수구              |                     |
| 경원로삼거리                  | 경원대로119번길                                                          | 인천광역시          | 연수구              |                     |
| 동춘역사거리                  | 앵고개로                                                                 | 인천광역시          | 연수구              |                     |
| 연수사거리 (경원고가교)       | 청능대로                                                                 | 인천광역시          | 연수구              |                     |
| 원인재역삼거리                | 벚꽃로                                                                   | 인천광역시          | 연수구              |                     |
| 신연수역사거리                | 함박뫼로                                                                 | 인천광역시          | 연수구              |                     |
| 선학역사거리 (선학지하차도)   | 비류대로                                                                 | 인천광역시          | 연수구              |                     |
| 문학경기장정문 교차로         | 예술로                                                                   | 인천광역시          | 연수구              |                     |
| 문학경기장사거리 (관선고가교) | 매소홀로                                                                 | 인천광역시          | 미추홀구            |                     |
| 관교여중사거리                | 주승로                                                                   | 인천광역시          | 미추홀구            |                     |
| 승학사거리                    | 인하로                                                                   | 인천광역시          | 미추홀구            |                     |
| 승기사거리                    | 인주대로                                                                 | 인천광역시          | 미추홀구            |                     |
| 인천고교앞 교차로             | 구월남로                                                                 | 인천광역시          | 미추홀구            |                     |
| 석바위사거리                  | 국도 제42호선 국도 제46호선 (경인로)                                     | 인천광역시          | 미추홀구            |                     |
| 석암사거리                    | 주안로                                                                   | 인천광역시          | 미추홀구            |                     |
| 이화사거리 (석암고가교)       | 석정로                                                                   | 인천광역시          | 미추홀구            |                     |
| 이화사거리 (석암고가교)       | 석정로                                                                   | 인천광역시          | 남동구              |                     |
| 석정삼거리                    | 염전로 경원대로960번길                                                   | 인천광역시          |                     |                     |
| 6공단입구                     | 방축로                                                                   | 인천광역시          |                     |                     |
| 6공단입구                     | 방축로                                                                   | 인천광역시          | 부평구              |                     |
| 가재울로입구삼거리            | 가재울로 경원대로994번길                                                 | 인천광역시          |                     |                     |
| 십정사거리                    | 백범로                                                                   | 인천광역시          |                     |                     |
| 열우물사거리                  | 열우물로                                                                 | 인천광역시          |                     |                     |
| 열우물입구사거리              | 함봉로 경원대로1130번길                                                  | 인천광역시          |                     |                     |
| 아트센터입구삼거리            | 아트센터로                                                               | 인천광역시          |                     |                     |
| 신촌사거리                    | 마장로                                                                   | 인천광역시          |                     |                     |
| 부평공원사거리                | 부영로                                                                   | 인천광역시          |                     |                     |
| 부평역사거리                  | 부평대로 광장로 시장로                                                   | 인천광역시          |                     |                     |
| 굴다리오거리                  | 대정로 부일로 장제로 충선로                                              | 인천광역시          |                     |                     |
| 부일로와 직결                 |                                                                          |                     |                     |                     |

## 주요 건물 및 시설
- 인천광역시 평생학습관 (인천광역시 연수구 경원대로 73)
- 동막역 (인천광역시 연수구 경원대로 80)
- 동춘역 (인천광역시 연수구 경원대로 180)
- 이마트 연수점 (인천광역시 연수구 경원대로 184)
- 원인재역 (인천광역시 연수구 경원대로 285)
- 원인재 (인천광역시 연수구 경원대로 322)
- 신연수역 (인천광역시 연수구 경원대로 368)
- 선학역 (인천광역시 연수구 경원대로 480)
- 선학경기장 (인천광역시 연수구 경원대로 526)
- 관교여자중학교 (인천광역시 미추홀구 경원대로 691)
- 인천남구장애인종합복지관 (인천광역시 미추홀구 경원대로 714)
- 주안지구대 (인천광역시 미추홀구 경원대로 789)
- 인천고등학교 (인천광역시 미추홀구 경원대로 804)
- 인천가정법원, 인천지방법원 등기국 (인천광역시 미추홀구 경원대로 881)
- 인천광역시 아동보호전문기관 (인천광역시 미추홀구 경원대로 899)
- 홈플러스 간석점 (인천광역시 남동구 경원대로 971)
- 인천상정중학교 (인천광역시 부평구 경원대로 1083)
- 인천상정고등학교 (인천광역시 부평구 경원대로 1109)
- 십정119안전센터 (인천광역시 부평구 경원대로 1111)
- 부평도서관 (인천광역시 부평구 경원대로 1191)
- 부평서여자중학교 (인천광역시 부평구 경원대로 1213)
- 인천신촌초등학교 (인천광역시 부평구 경원대로 1215)
- 부평현대아파트우체국 (인천광역시 부평구 경원대로 1269-1)
- 산곡3동주민센터 (인천광역시 부평구 경원대로 1269-2)
- 2001아울렛 부평점 (인천광역시 부평구 경원대로 1277)
- 부원중학교 (인천광역시 부평구 경원대로 1339)
- 북인천우체국 (인천광역시 부평구 경원대로 1373)
- 부평대한극장 (인천광역시 부평구 경원대로 1382)
- 부평역시외버스정류장 (인천광역시 부평구 경원대로 1408)

## 사진

### 도로 및 시설물

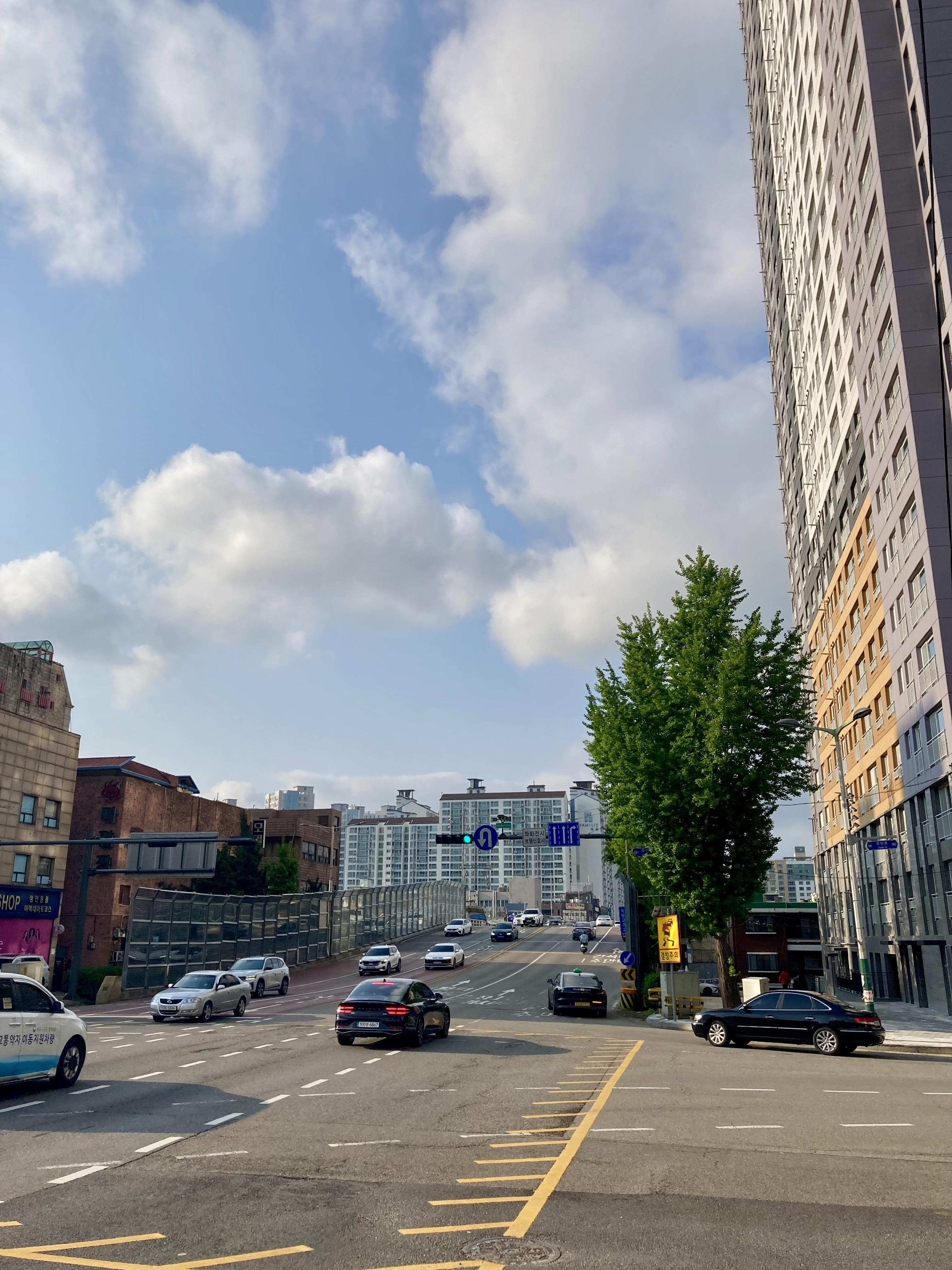
주안로와 경원대로
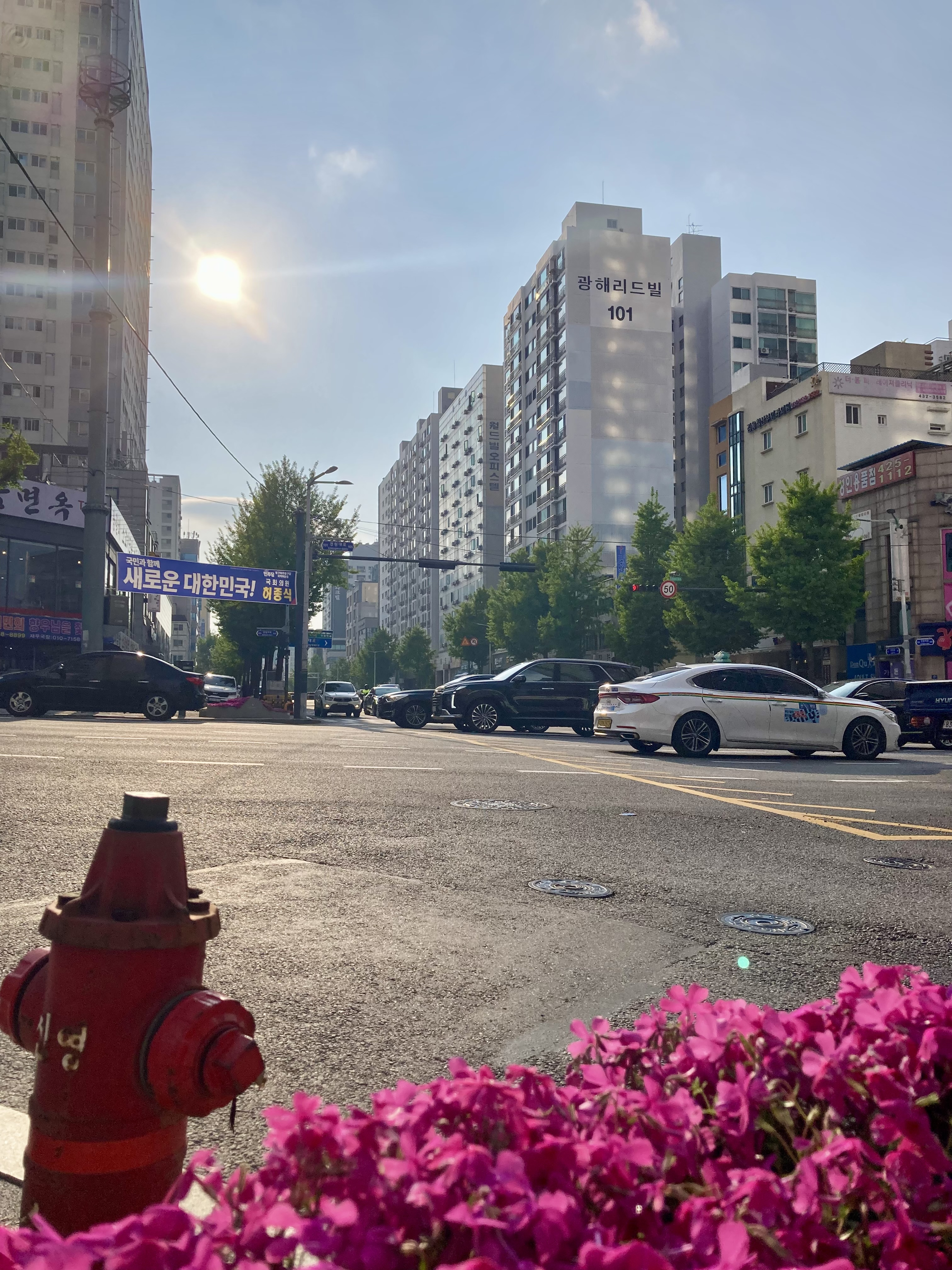
석암사거리
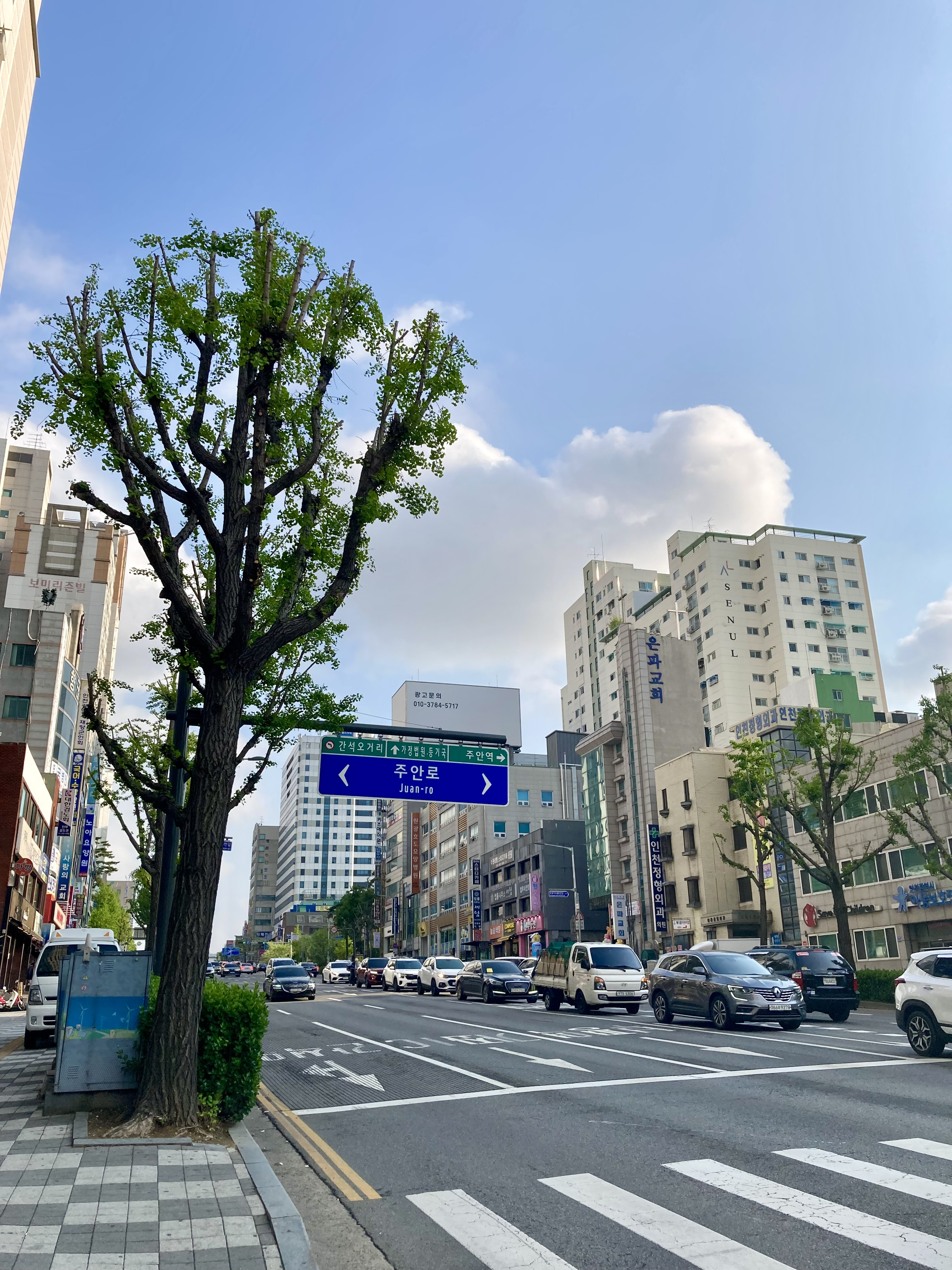
경원대로에 있는 주안로 표지판
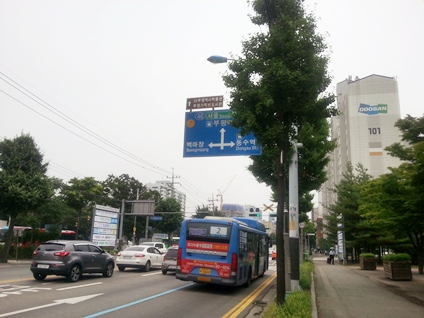
부평공원사거리 인근
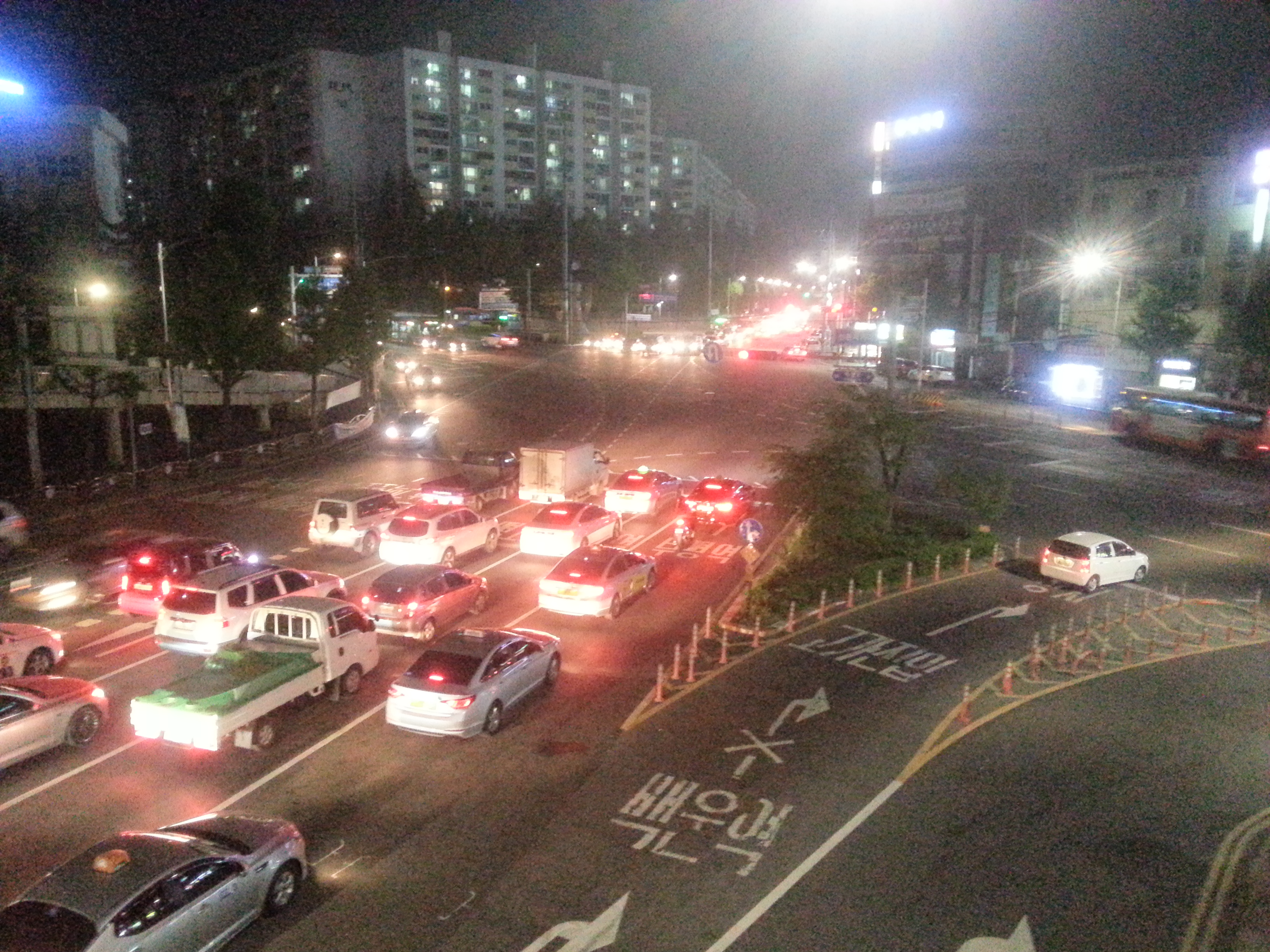
부평구 신촌사거리 ↕ 경원대로　↔ 마장로
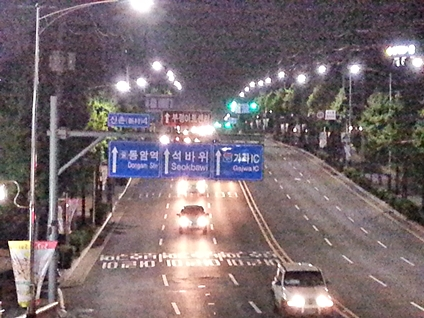
신촌사거리 육교에서 동남방향
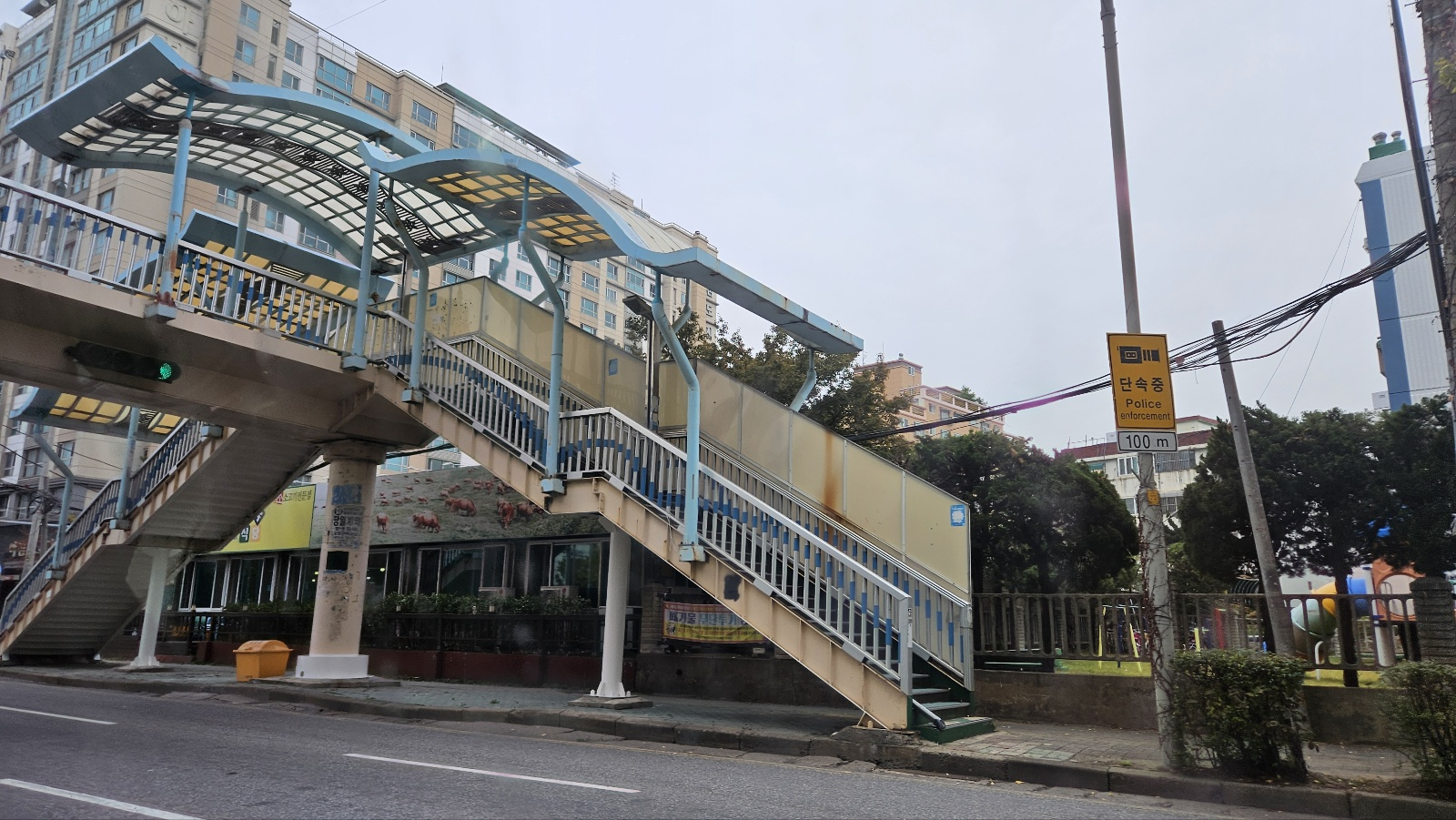
주안홈플러스 석정삼거리 육교
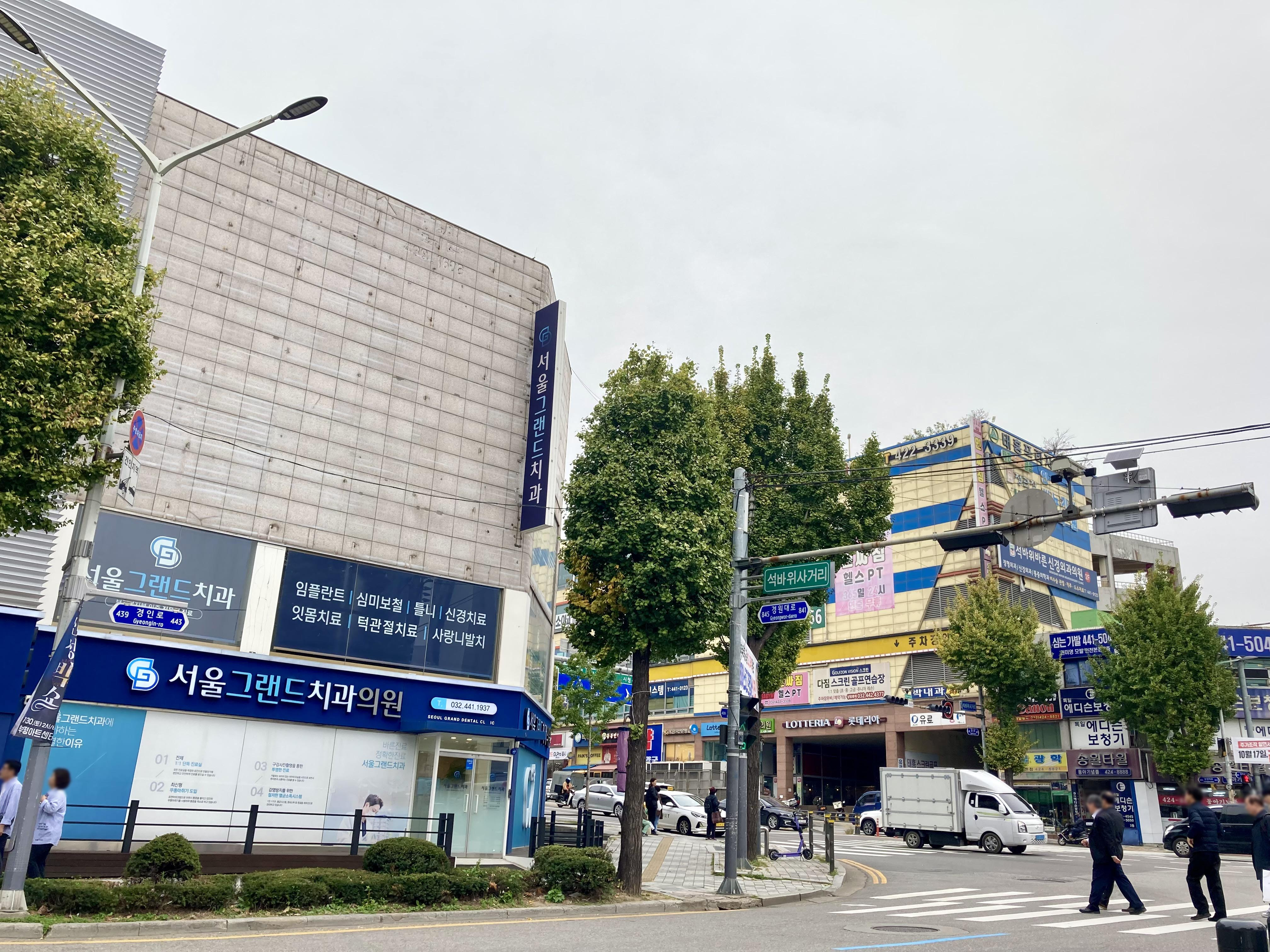
석바위사거리(경인로 교차)
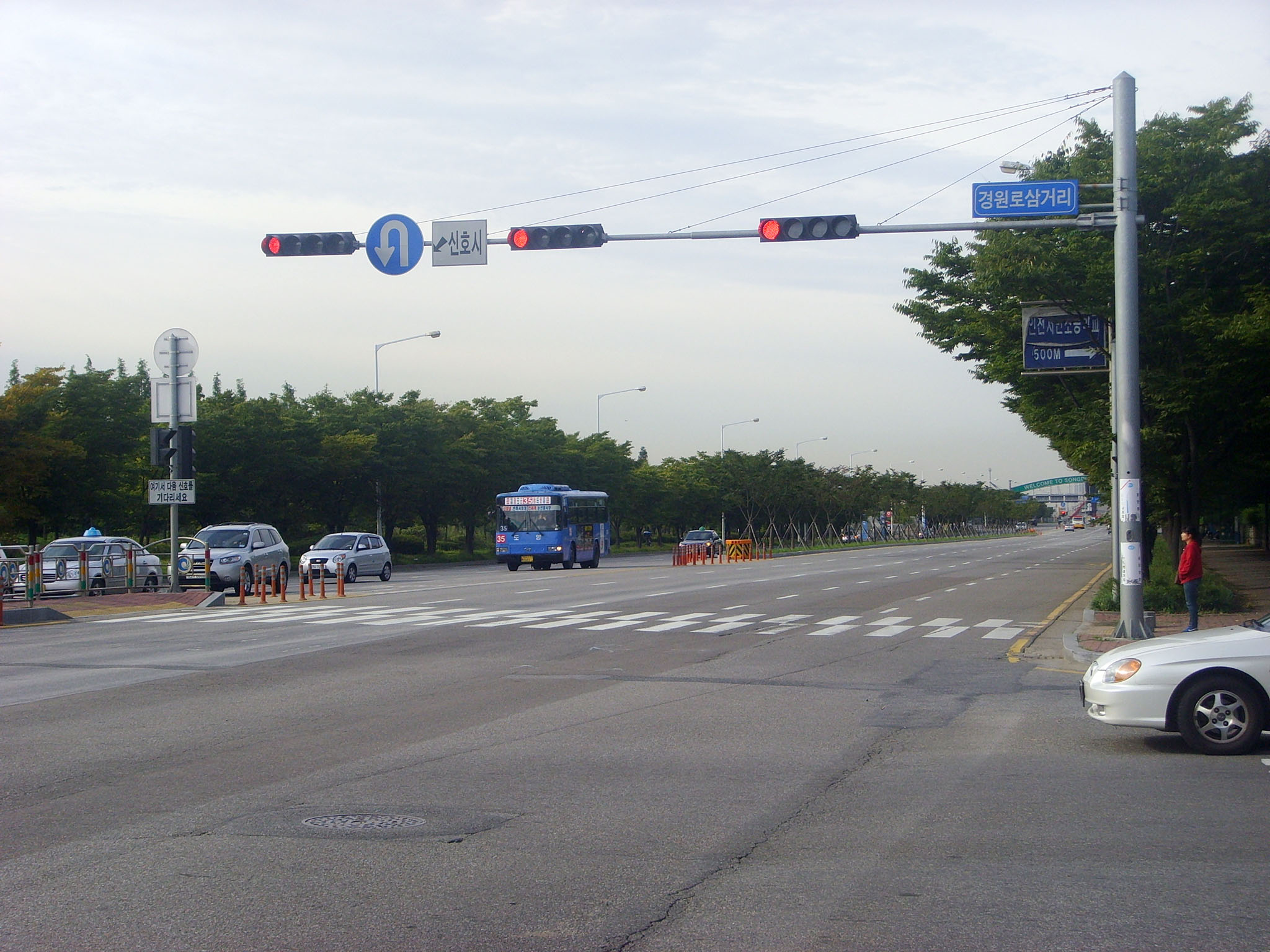
동막역 부근
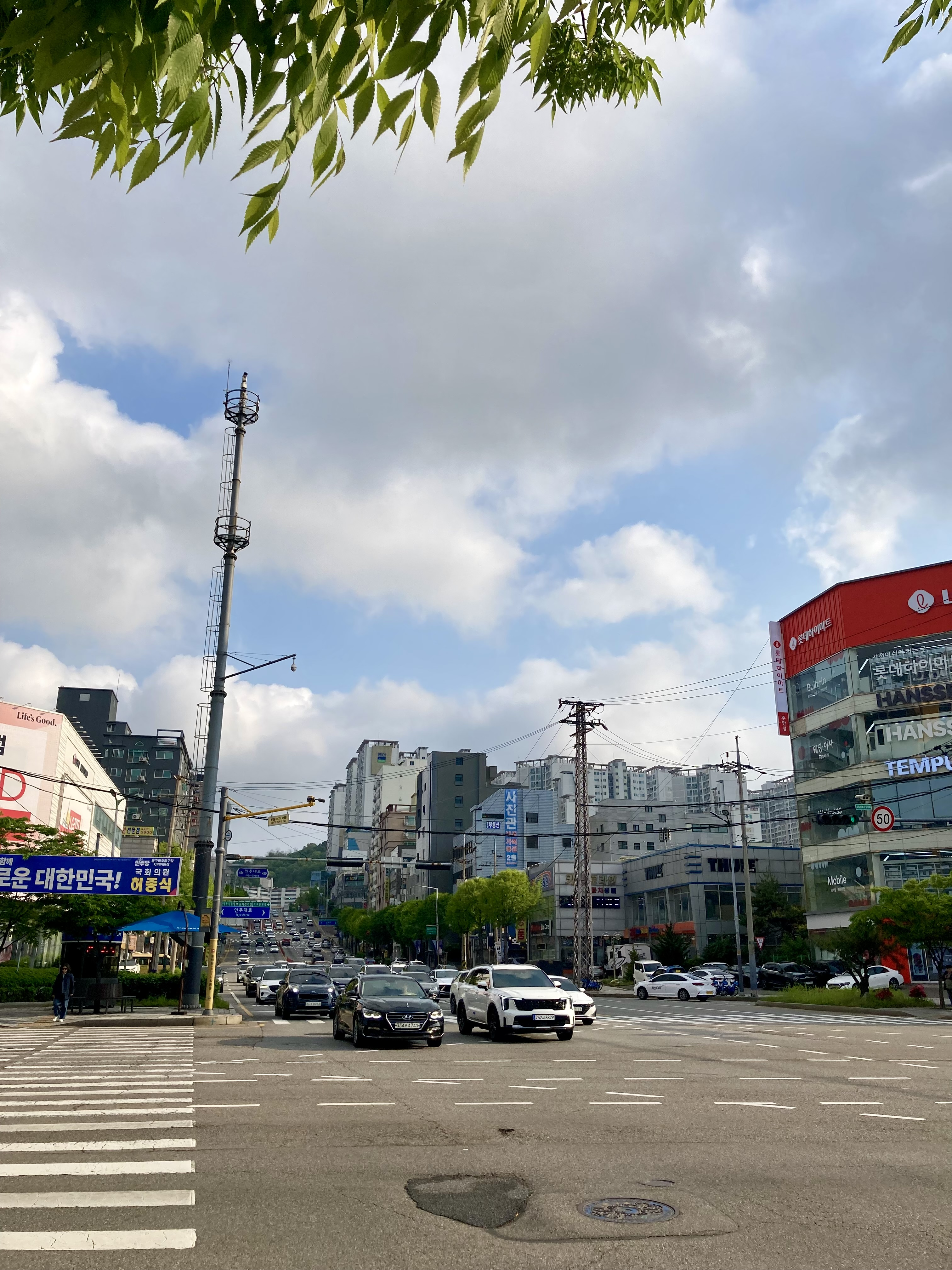
승기사거리(경원대로, 인주대로 교차)
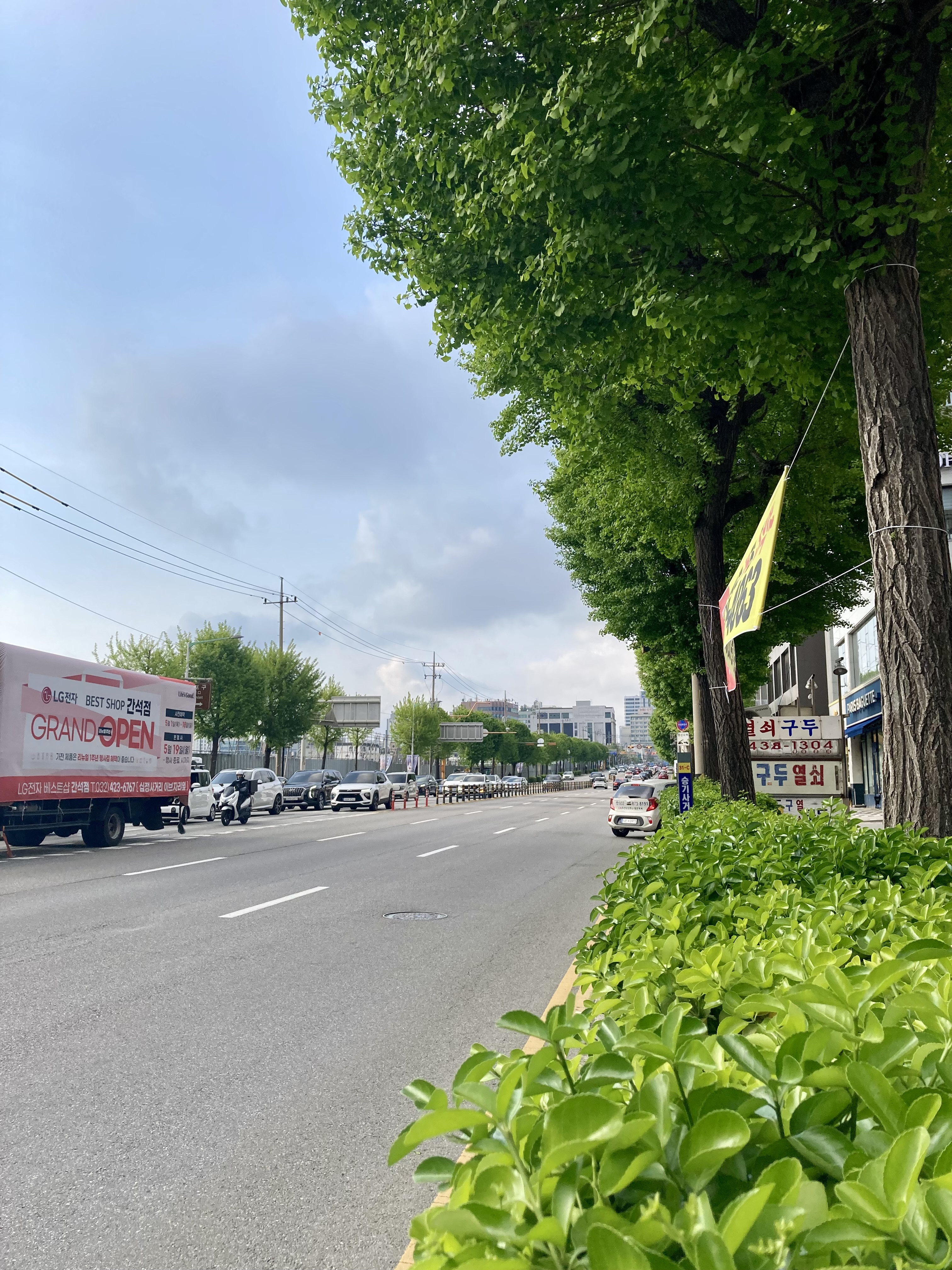
승기사거리(인천고등학교 방면)

### 주요건물

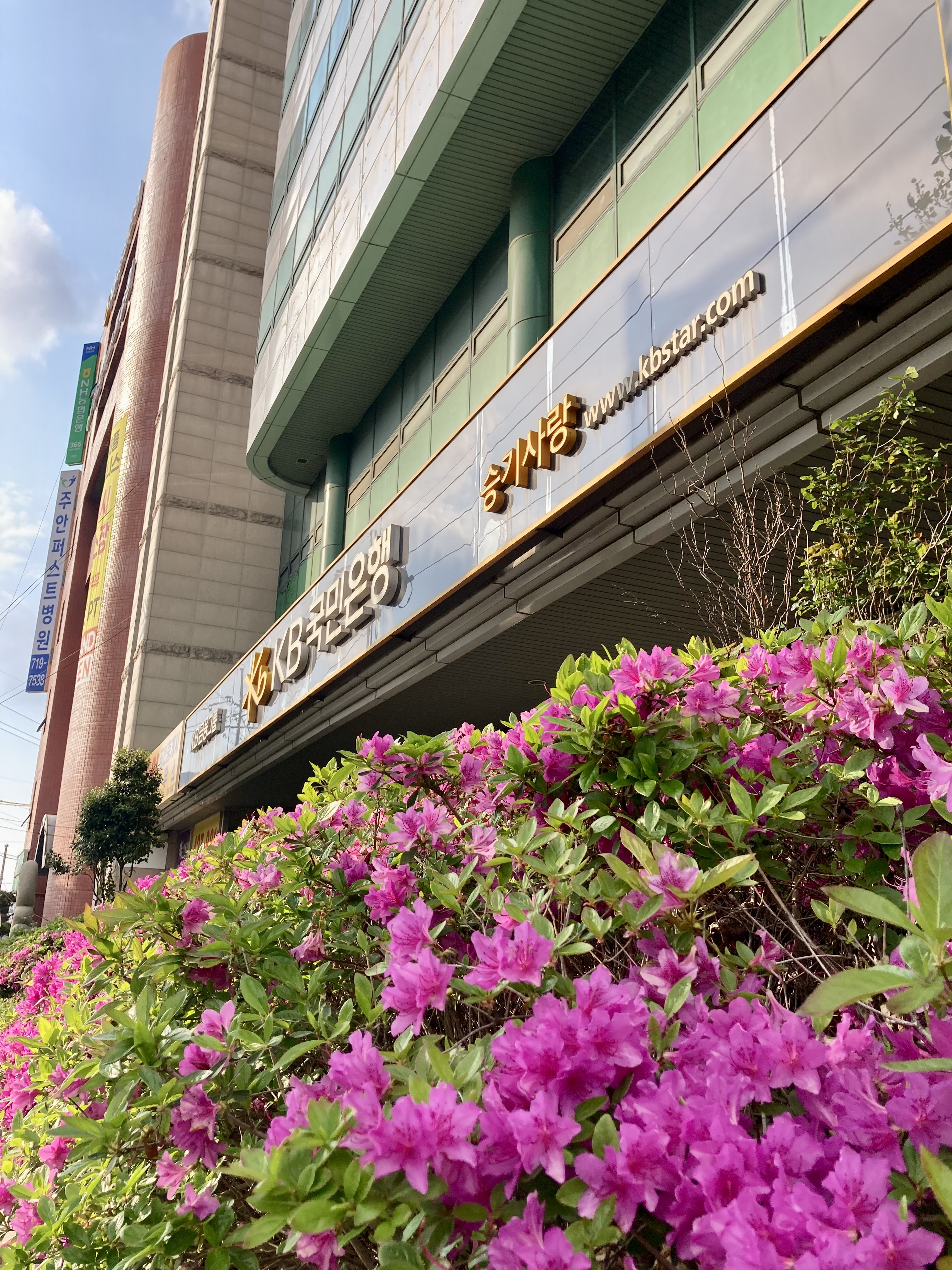
KB국민은행 승기사랑점(경원대로 766)
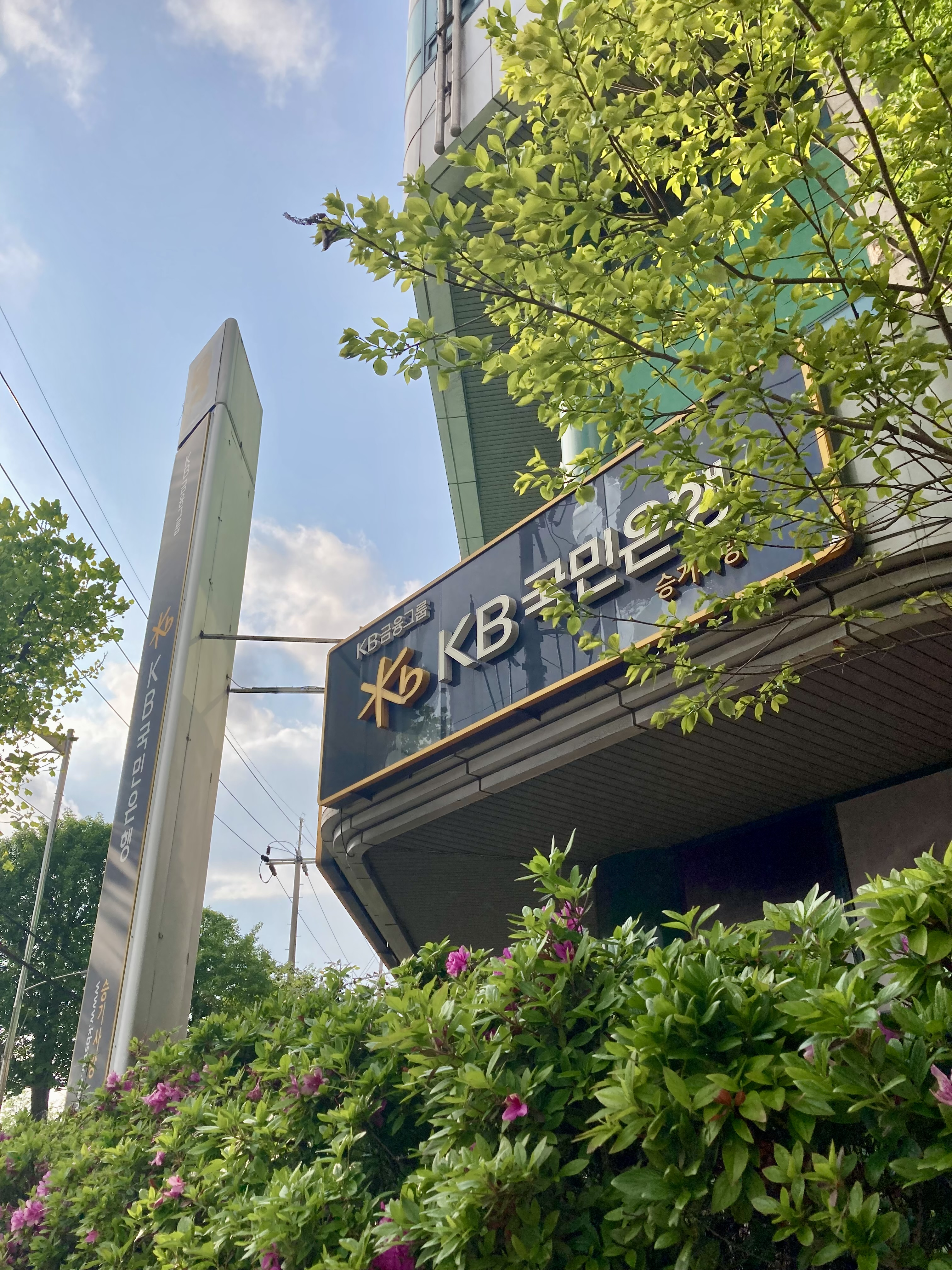
KB국민은행 승기사랑점(경원대로 766)
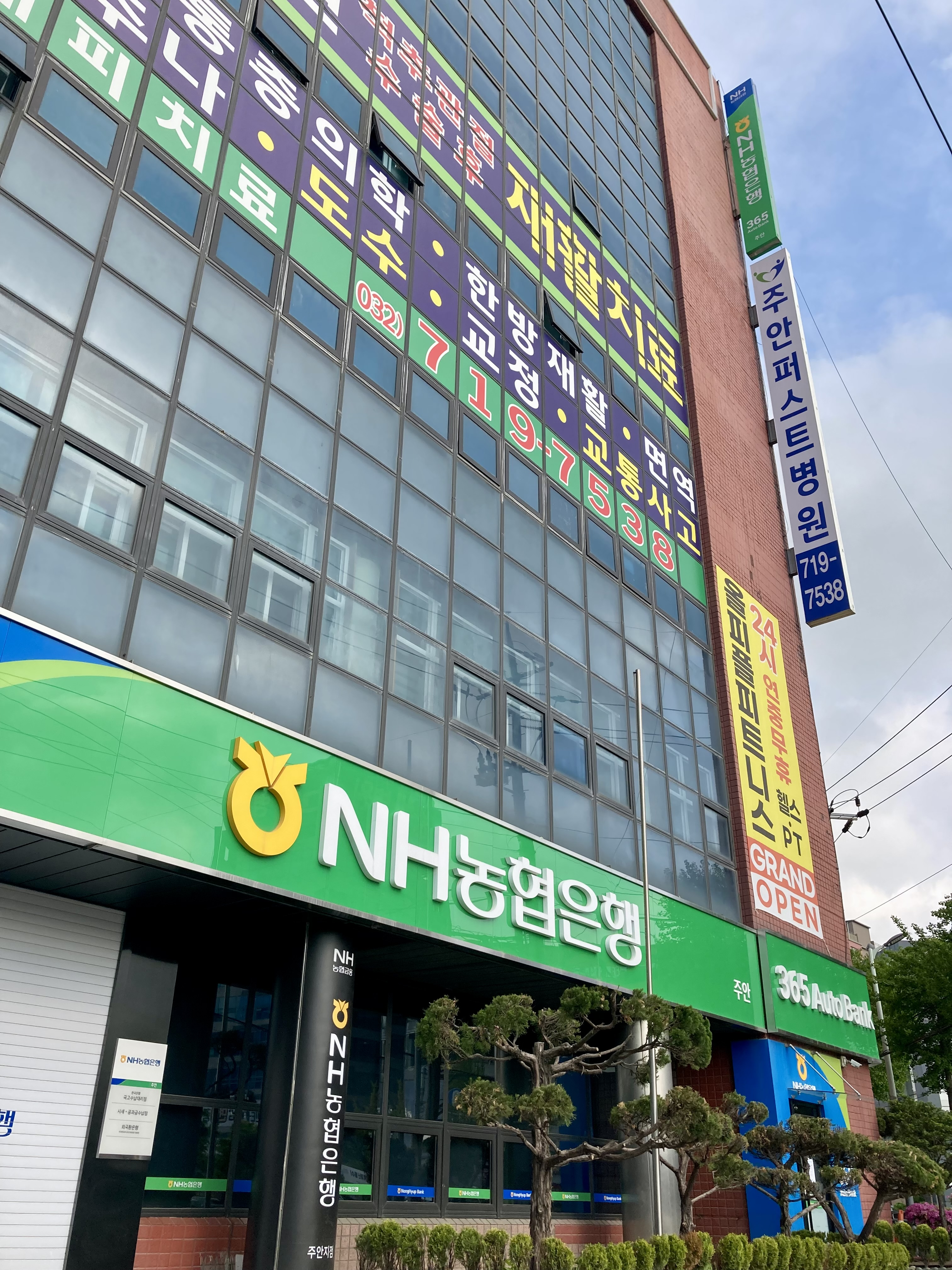
주안농협(경원대로 768)
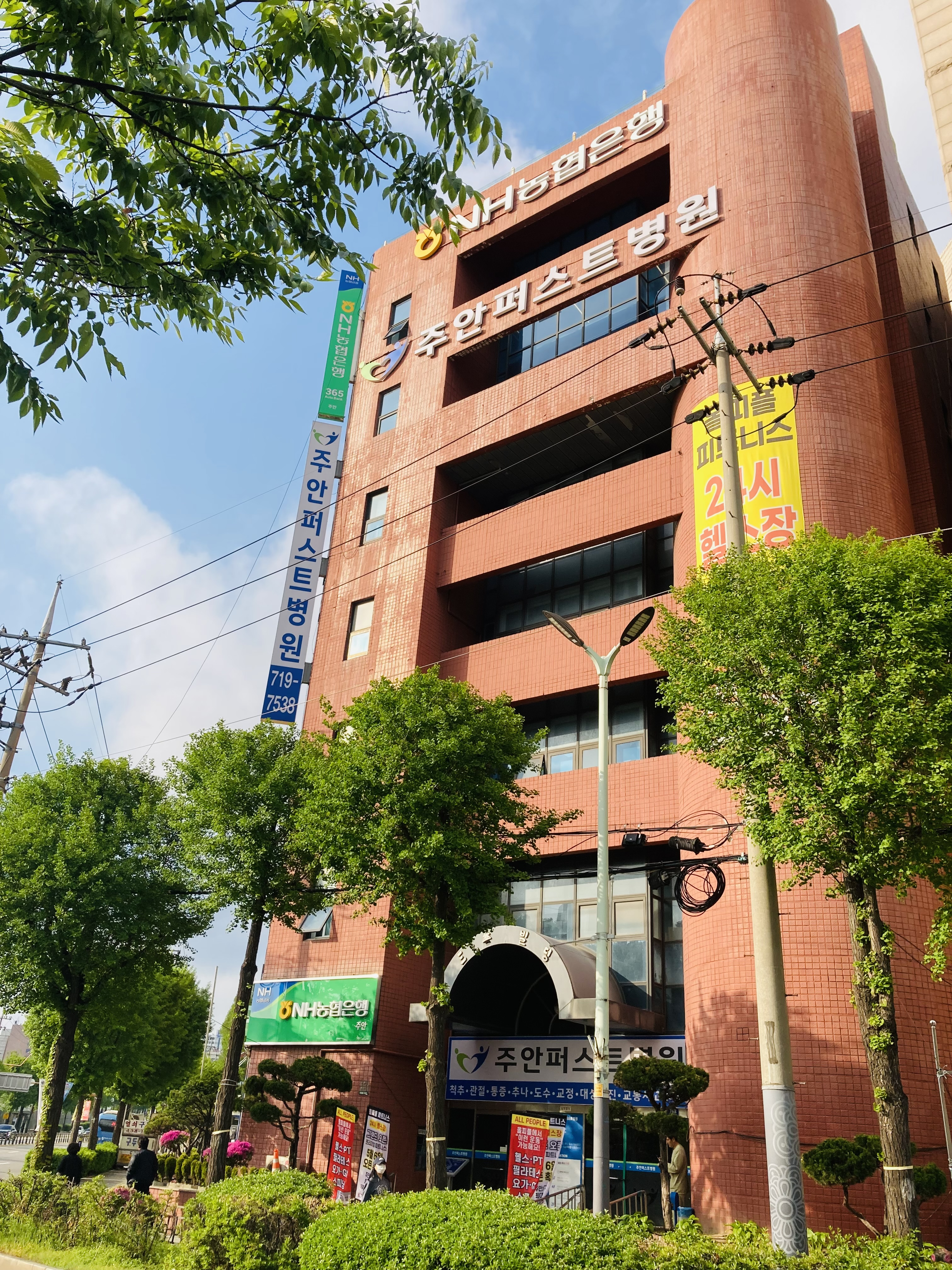
주안퍼스트병원(경원대로 768)
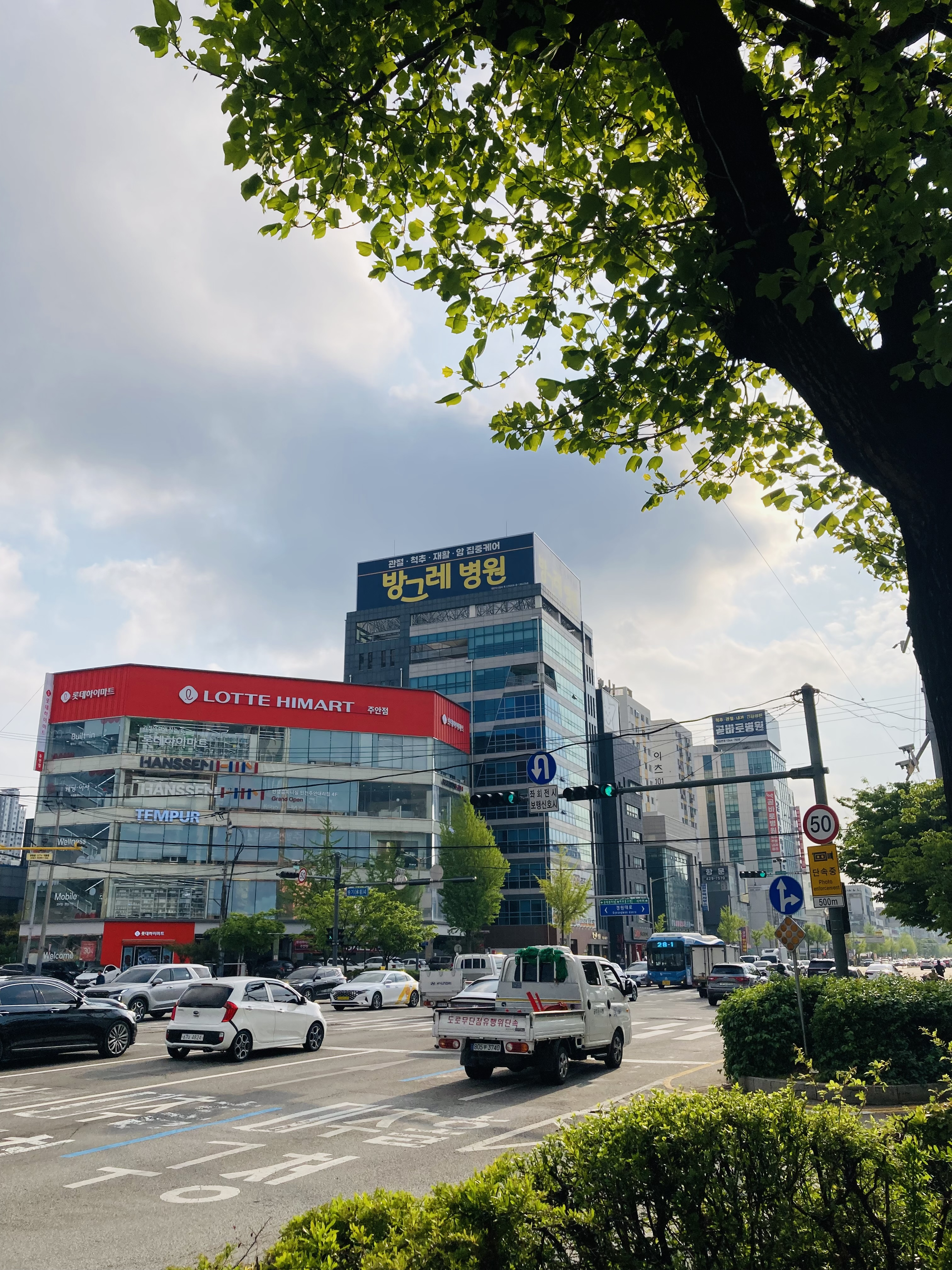
하이마트 주안점(경원대로 757)
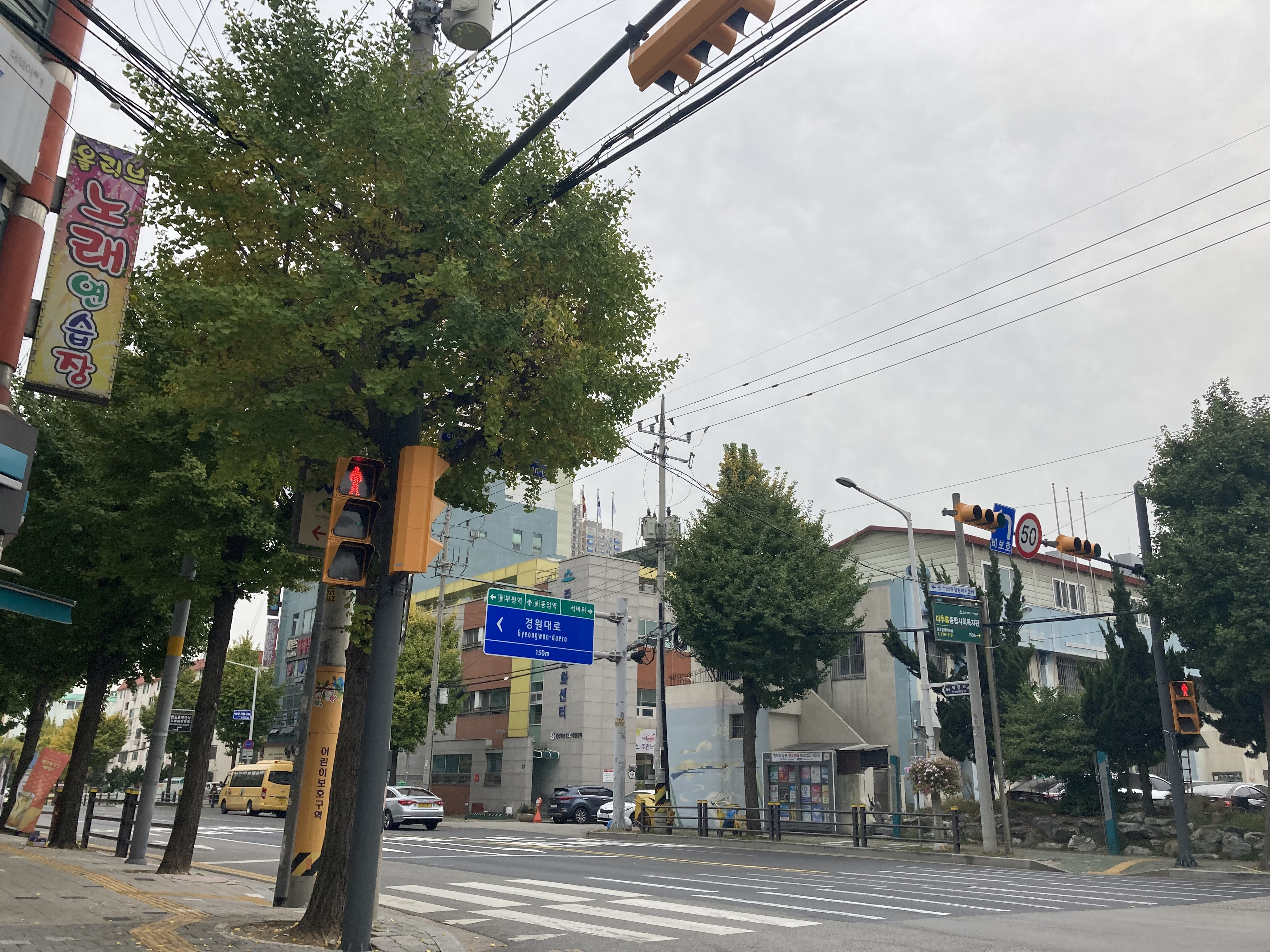
노인복지관 인근 경원대로
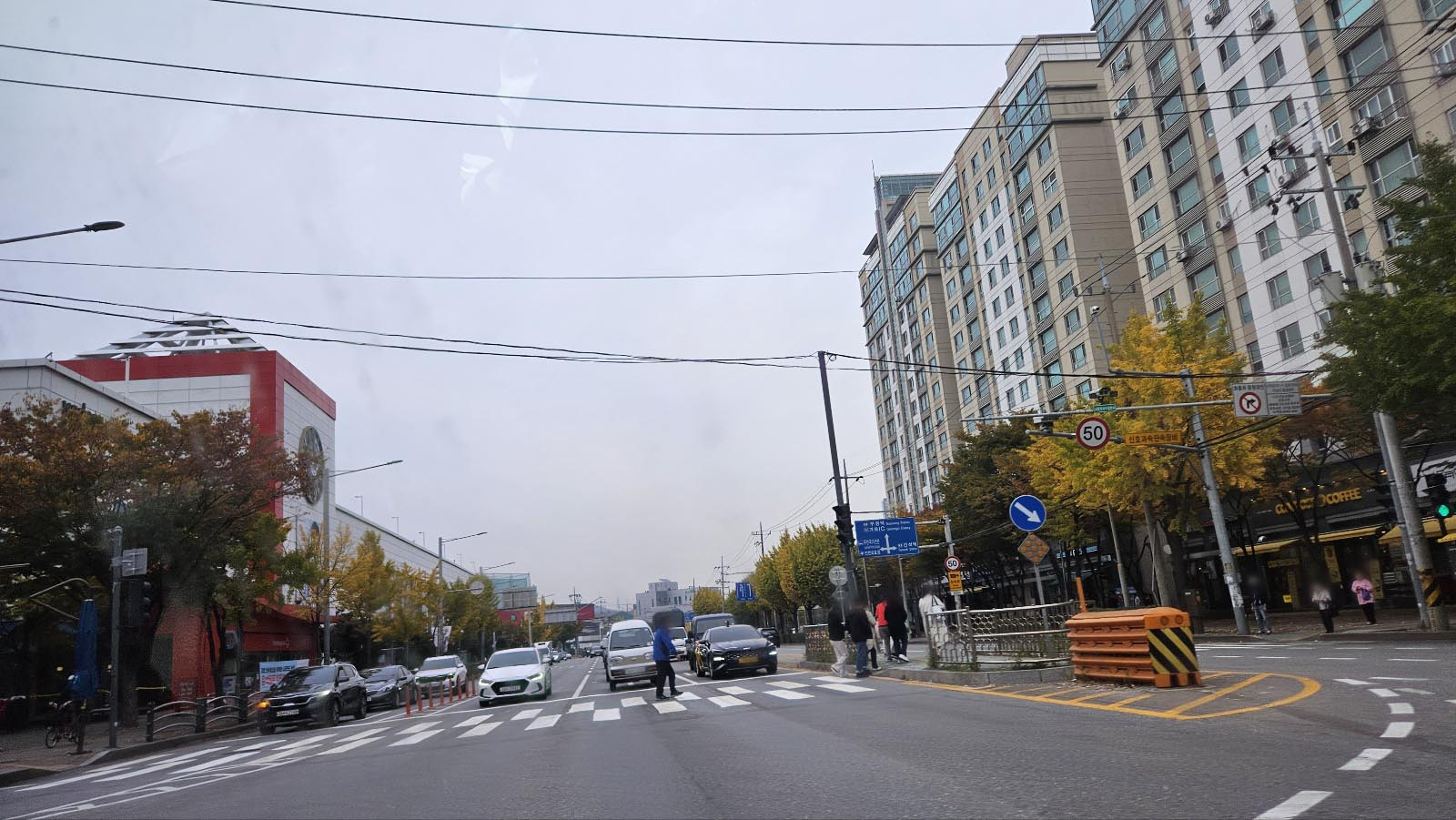
경원대로 971에 있는 주안홈플러스
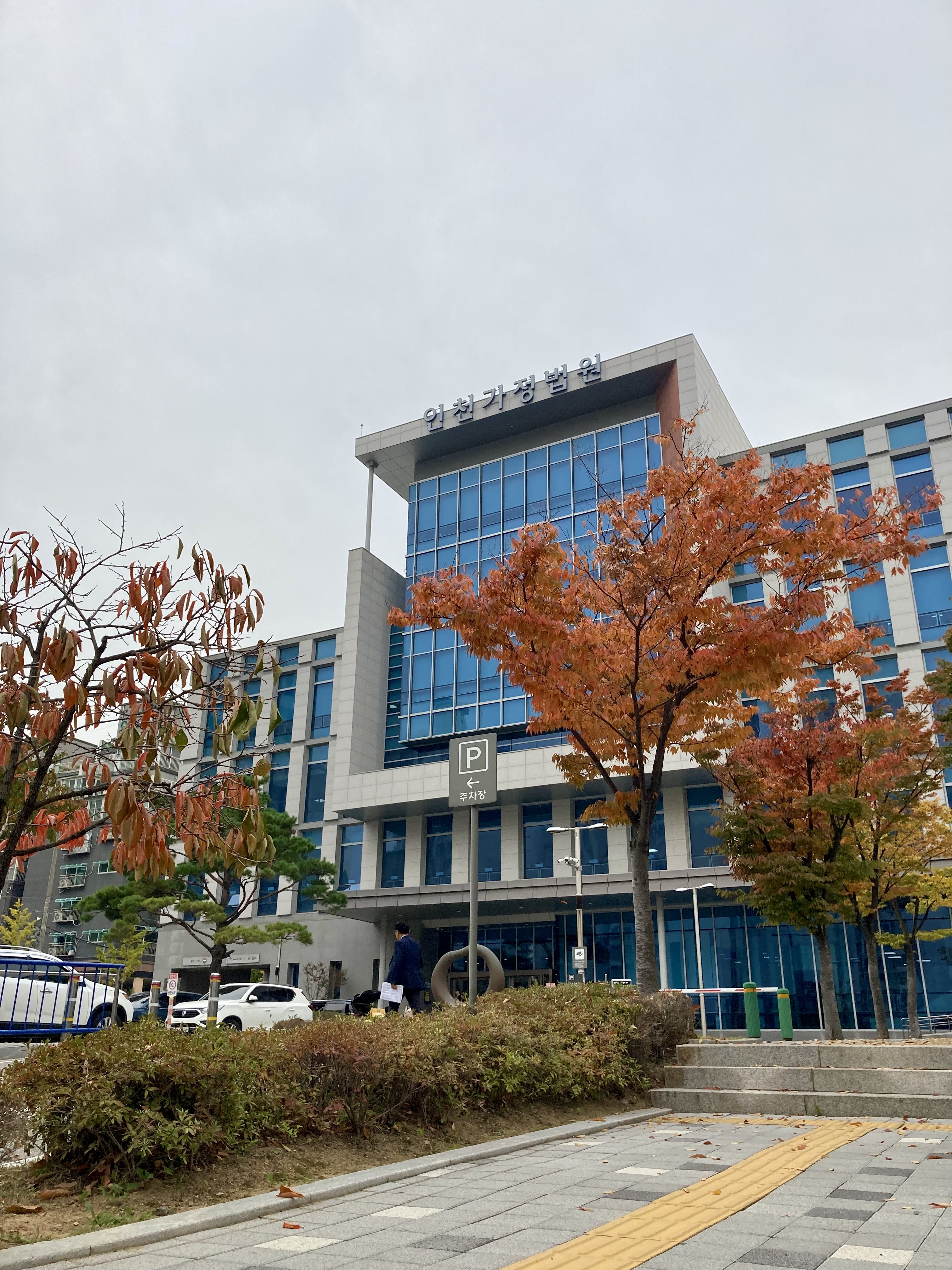
인천가정법원
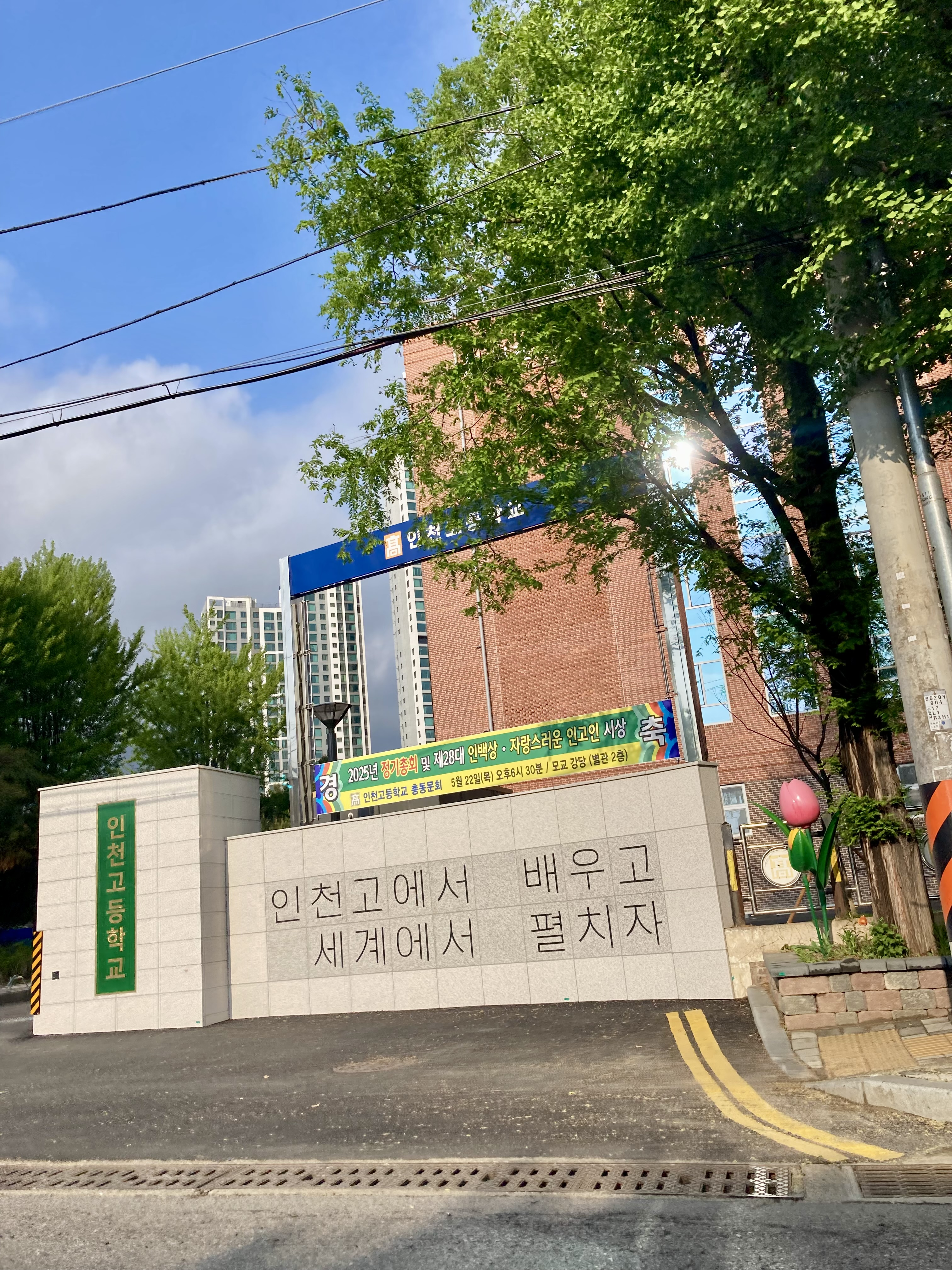
인천고등학교